# Batara de Castelnau
Thamnophilus cryptoleucus
Espèce
Répartition géographique
Statut de conservation UICN

 LC  : Préoccupation mineure
Le Batara de Castelnau (Thamnophilus cryptoleucus) est une espèce de passereaux de la famille des Thamnophilidae.
Son nom est dédié à Francis de Laporte de Castelnau (1802-1880).

## Répartition
Il fréquente les rivages du bassin de l'Amazone.